# Susie Essman
Susan Essman, meglio nota come Susie Essman (Mount Vernon, 31 maggio 1955), è un'attrice e doppiatrice statunitense.
È la figlia di Leonard Essman, oncologo,  e di Zora Pressman, insegnante di russo al Sarah Lawrence College. Il suo bisnonno era l'attore e regista del cinema muto Leo Feodoroff.
Sposata dal 2008 ed ha tre figliastri.
È attrice dal 1988.

## Filmografia parziale

### Attrice

#### Cinema
- Mr. Crocodile Dundee 2 ("Crocodile" Dundee II), regia di John Cornell (1988)
- L'ultima battuta (Punchline), regia di David Seltzer (1988)
- Tartarughe Ninja II - Il segreto di Ooze  (Teenage Mutant Ninja Turtles II: The Secret of the Ooze), regia di Michael Pressman (1991)
- Vulcano - Los Angeles 1997 (Volcano), regia di Mick Jackson (1997)
- Attacco al potere (The Siege), regia di Edward Zwick (1998)
- Tentazioni d'amore (Keeping the Faith), regia di Edward Norton (2000)
- The Man - La talpa (The Man), regia di Les Mayfield (2005)
- Poliziotti fuori - Due sbirri a piede libero (Cop Out), regia di Kevin Smith (2010)

#### Televisione
- Baby Boom – serie TV, 13 episodi (1988-1989)
- Curb Your Enthusiasm – serie TV, 92 episodi (2000-2024)
- Law & Order - Unità vittime speciali – serie TV, 4 episodi (2015-2018)
- Broad City – serie TV, 8 episodi (2015-2019)
- Those Who Can't – serie TV, 10 episodi (2016-2019)
- Bless This Mess – serie TV, 7 episodi (2019)
- Hacks – serie TV, episodi 2x07-2x08 (2022)
- And Just Like That... – serie TV, episodio 3x10 (2025)

### Doppiatrice
- Kim Possible – serie animata, episodio 2x05 (2003)
- Bolt - Un eroe a quattro zampe (Bolt), regia di Byron Howard e Chris Williams (2008)
- American Dad! – serie animata, 8 episodi (2009-2018)
- Harley Quinn – serie animata, 4 episodi (2020-2025)
- I Simpson (The Simpsons) – serie animata, episodio 36x09 (2024)

## Doppiatrici italiane
Nelle versioni in italiano dei suoi film, Susie Essman è stata doppiata da:
- Cristina Boraschi in The Man - La talpa, Law & Order - Unità vittime speciali
- Laura Boccanera in Poliziotti fuori - Due sbirri a piede libero, The Goldbergs
- Francesca Guadagno in Vulcano - Los Angeles 1997
- Stefania Romagnoli in Curb Your Enthusiasm

Da doppiatrice è sostituita da:
- Emanuela Rossi in Bolt - Un eroe a quattro zampe